# Динамо (Могилів-Подільський)
Футбольний клуб «Динамо» або просто «Динамо»  — радянський футбольний клуб з міста Могилів-Подільський.

## Історія
Футбольна команда «Динамо» заснована у місті Могилів-Подільський. У 1937 році «динамівці» брали участь у кубку УРСР, де в 1/32 фіналу поступилися вінницькому «Спартаку». У 1938 році дебютував у кубку СРСР. В 1/4 фіналу 2-ї зони УРСР команда з Могилів-Подільського зіграла внічию (1:1) з житомирським «Динамо», результат цього матчу анулювали. У другій грі перемогу святкували житомиряни з рахунком 1:0.